# Einöllen
Einöllen là một đô thị thuộc huyện Kusel, bang Rheinland-Pfalz, phía tây nước Đức. Đô thị Einöllen có diện tích 4,89 km², dân số thời điểm ngày 31 tháng 12 năm 2006 là 475 người.